# Championnat de France féminin de hockey sur glace 2022-2023
Saison précédente Saison suivante
La saison 2022-2023 est la 37e édition du Championnat de France féminin de hockey sur glace.

## Saison régulière
Dix équipes sont engagées en élite féminine et elles sont divisées en deux poules :
- poule Nord : Gothiques d'Amiens, Jokers de Cergy-Pontoise, Jets d'Évry Viry, Griz'louves de Garges/St-Ouen, Bisons de Neuilly-sur-Marne, Remparts de Tours
- poule Sud : Déferlantes de Bordeaux/Anglet, Brûleurs de loups de Grenoble, Rafales d'Occitanie, Amazones de PACA

La saison régulière a lieu entre le 8 octobre 2022 et le 4 mars 2023 et les équipes sont regroupées par implantation géographique.
Les points sont attribués de la façon suivante :
- victoire dans le temps règlementaire : 3 points ;
- victoire en prolongation ou aux tirs au but : 2 points ;
- défaite en prolongation ou aux tirs au but : 1 point ;
- défaite dans le temps règlementaire : 0 point.

### Poule Nord
| Résultats (▼dom., ►ext.)                                           | AMI | CER   | ÉVY | GSO  | NEU   | TRS  |
| Amiens                                                             |     | 3-9   | 2-5 | 3-2  | 8-7Pr | 0-12 |
| Cergy-Pontoise                                                     | 3-1 |       | 7-2 | 13-0 | 6-4   | 5-4  |
| Évry/Viry                                                          | 5-2 | 4-8   |     | 9-1  | 1-6   | 9-1  |
| Garges/St-Ouen                                                     | 0-9 | 0-11  | 0-6 |      | 1-9   | 0-7  |
| Neuilly-sur-Marne                                                  | 2-6 | 3-2Pr | 2-3 | 5-2  |       | 2-3  |
| Tours                                                              | 4-0 | 3-0   | 1-7 | 10-1 | 8-0   |      |
| - Victoire à domicile - Victoire à l'extérieur - Match non disputé |     |       |     |      |       |      |

| Clt   | Équipe            | PJ | V | VP | D  | DP | BP | BC | Pts |
| ----- | ----------------- | -- | - | -- | -- | -- | -- | -- | --- |
| +001, | Tours             | 10 | 9 | 0  | 1  | 0  | 67 | 10 | 27  |
| +002, | Cergy-Pontoise    | 10 | 8 | 0  | 1  | 1  | 64 | 24 | 25  |
| +003, | Évry/Viry         | 10 | 5 | 0  | 5  | 0  | 37 | 44 | 15  |
| +004, | Neuilly-sur-Marne | 10 | 3 | 1  | 5  | 1  | 40 | 40 | 12  |
| +005, | Amiens            | 10 | 3 | 1  | 6  | 0  | 34 | 49 | 11  |
| +006, | Garges/St-Ouen    | 10 | 0 | 0  | 10 | 0  | 7  | 82 | 0   |

- Équipe qualifiée pour la phase finale
- Équipe qualifiée pour le match de barrage

### Poule Sud
| Résultats (dom.\ext.)                                              | B/A | GRE | OCC  | PACA | B/A | GRE | OCC | PACA |
| Bordeaux/Anglet                                                    |     | 2-7 | 0-7  | 4-3  |     | 0-4 | 0-3 |      |
| Grenoble                                                           | 5-0 |     | 1-2  | 4-1  |     |     | 3-2 | 5-0  |
| Occitanie                                                          | 3-0 | 1-2 |      | 6-1  |     |     |     | 8-1  |
| Provence-Alpes-Côte d'Azur                                         | 3-1 | 0-8 | 0-10 |      | 1-0 |     |     |      |
| - Victoire à domicile - Victoire à l'extérieur - Match non disputé |     |     |      |      |     |     |     |      |

| Clt   | Équipe                     | PJ | V | VP | D | DP | BP | BC | Pts |
| ----- | -------------------------- | -- | - | -- | - | -- | -- | -- | --- |
| +001, | Grenoble                   | 9  | 8 | 0  | 1 | 0  | 39 | 8  | 24  |
| +002, | Occitanie                  | 9  | 7 | 0  | 2 | 0  | 42 | 8  | 21  |
| +003, | Provence-Alpes-Côte d'Azur | 9  | 2 | 0  | 7 | 0  | 10 | 46 | 6   |
| +004, | Bordeaux/Anglet            | 9  | 1 | 0  | 8 | 0  | 7  | 36 | 3   |

- Équipe qualifiée pour la phase finale
- Équipe qualifiée pour le match de barrage

## Phase finale

### Match de barrage
| 11 mars 2023 | Occitanie | 4-1 (1-0, 1-0, 3-2) | Évry Viry | Patinoire Alex Jany |

| Feuille de match | Feuille de match | Feuille de match | Feuille de match | Feuille de match |
| ---------------- | ---------------- | ---------------- | ---------------- | ---------------- |
|                  |                  |                  |                  |                  |
|                  |                  |                  |                  |                  |
|                  |                  |                  |                  |                  |
|                  |                  |                  |                  |                  |

### Carré final
Les deux meilleures équipes de la poule Nord, la meilleure équipe de la Poule Sud et le vainqueur du barrage s'affrontent au sein d'un tournoi final les 31 mars, 1er et 2 avril à Cergy-Pontoise.
| Résultats (dom.\ext.)                                              | CER | GRE | OCC | TRS |
| Cergy-Pontoise                                                     |     | 5-1 | 6-2 | 2-3 |
| Grenoble                                                           |     |     | 1-3 | 3-5 |
| Occitanie                                                          |     |     |     | 1-3 |
| Tours                                                              |     |     |     |     |
| - Victoire à domicile - Victoire à l'extérieur - Match non disputé |     |     |     |     |

| Clt   | Équipe         | PJ | V | VP | D | DP | BP | BC | Pts |
| ----- | -------------- | -- | - | -- | - | -- | -- | -- | --- |
| +001, | Tours          | 3  | 3 | 0  | 0 | 0  | 11 | 6  | 9   |
| +002, | Cergy-Pontoise | 3  | 2 | 0  | 1 | 0  | 13 | 6  | 6   |
| +003, | Occitanie      | 3  | 1 | 0  | 2 | 0  | 6  | 10 | 3   |
| +004, | Grenoble       | 3  | 0 | 0  | 3 | 0  | 5  | 13 | 0   |

- Équipe championne de France